# Lysipomia sphagnophila
Lysipomia sphagnophila là loài thực vật có hoa trong họ Hoa chuông. Loài này được Griseb. ex Wedd. mô tả khoa học đầu tiên năm 1857.